# Atsuji Miyahara
Atsuji Miyahara –en japonés: 宮原厚次, Miyahara Atsuji– (Osumi, 20 de diciembre de 1958) es un deportista japonés que compitió en lucha grecorromana.
Participó en dos Juegos Olímpicos de Verano, obteniendo en total dos medallas, oro en Los Ángeles 1984 y plata en Seúl 1988, ambas en la categoría de 52 kg. En los Juegos Asiáticos de 1986 consiguió la medalla de oro en la misma categoría.
Ganó dos medallas en el Campeonato Mundial de Lucha, plata en 1981 y bronce en 1986.

## Palmarés internacional
| Juegos Olímpicos   | Juegos Olímpicos             | Juegos Olímpicos  | Juegos Olímpicos |
| Año                | Lugar                        | Medalla           | Categoría        |
| ------------------ | ---------------------------- | ----------------- | ---------------- |
| 1984               | Los Ángeles (Estados Unidos) | Medalla de oro    | 52 kg            |
| 1988               | Seúl (Corea del Sur)         | Medalla de plata  | 52 kg            |
| Campeonato Mundial |                              |                   |                  |
| Año                | Lugar                        | Medalla           | Categoría        |
| 1981               | Oslo (Noruega)               | Medalla de plata  | 52 kg            |
| 1986               | Budapest (Hungría)           | Medalla de bronce | 52 kg            |
| Juegos Asiáticos   |                              |                   |                  |
| Año                | Lugar                        | Medalla           | Categoría        |
| 1986               | Seúl (Corea del Sur)         | Medalla de oro    | 52 kg            |